# Aeschnophlebia
Genre
Aeschnophlebia  est un genre de libellules de la famille des Æshnidés appartenant au sous-ordre des Anisoptères dans l'ordre des Odonates. Il comprend deux (ou quatre espèces). 

## Liste d'espèces
Selon BioLib (1er février 2023) et Catalogue of Life (1er février 2023) :
- Aeschnophlebia anisoptera Selys, 1883
- Aeschnophlebia longistigma Selys, 1883